# البطولات الوطنية الأمريكية 1917 (كرة مضرب)
قائمة بالأبطال في 1917 البطولات الوطنية الأمريكية لكرة المضرب (المعروفة الآن باسم أمريكا المفتوحة):

## الكبار

### فردي رجال
ليندلي موراي هزم  ناثانيل و. نايلز 5-7 8-6 6-3 6-3

### فردي سيدات
مولا بجورستدت مالوري هزم  ماريون فانديرهويف 4-6, 6-0, 6-2